# Branchiomaldane simplex
Branchiomaldane simplex is een borstelworm uit de familie Arenicolidae.
De wetenschappelijke naam van de soort werd in 1932 gepubliceerd door Berkeley & Berkeley.